# Aseraggodes nigrocirratus
Aseraggodes nigrocirratus är en fiskart som beskrevs av Randall 2005. Aseraggodes nigrocirratus ingår i släktet Aseraggodes och familjen tungefiskar. Inga underarter finns listade i Catalogue of Life.